# Pisak (Baja, Mađarska)
Pisak (mađ. Homokváros)  je naselje u jugoistočnoj Mađarskoj, danas dio grada Baje.

## Zemljopisni položaj
Pisak je južna četvrt grada Baje. Nalazi se uz istočnu obalu istočnog rukavca Dunava. Glavni tok Dunava je par kilometara zapadno. Blizu teče Šugovica. Susjed istočno je bajska četvrt Salaši, sjeveroistočno je Rókusvaros i Livada, Petöfijev otok je sjeverozapadno, a Pandurski otok zapadno. Prema sjeveru je uža, povijesna jezgra Baje. Južno su predgrađa Kisberek i Kiskertek.

## Upravna organizacija
Upravno pripada naselju Baji.
Poštanski broj je 6500.

## Promet
Kroz Pisak prema jugozapadu vodi cestovna prometnica prema Srimljanu, a prema jugo-jugoistoku državna cestovna prometnica br. 51 koja vodi prema Monoštoru, dok prema jugoistoku vodi cestovna prometnica prema Baškutu.

## Stanovništvo
Naziv za stanovnike Piska je Piščanin i Piščanka.